# Karwendel
De Karwendel is een subgroep van de Alpen en maakt deel uit van de Noordelijke Kalkalpen. Het gebergte, met een oppervlakte van ongeveer 900 km², ligt grotendeels in de Oostenrijkse deelstaat Tirol. Een kleiner deel ligt in de Duitse deelstaat Beieren. Het begrip Karwendel wordt toegepast voor het gehele gebergte tussen de Isar in het noorden en het noordwesten, de Inn in het zuiden en de Achensee in het oosten.

## Onderverdeling en opbouw
Het gebergte is onderverdeeld in meerdere zijketens, die zijn genoemd naar de dalen die in het zuiden aan het gebergte grenzen, namelijk het Karwendeltal, het Hinterautal, het Vomper Loch, het Gleirschtal, het Halltal en het Inndal. De vier belangrijkste bergketens, de Noordelijke Karwendelketen, de Hinterautal-Vomper-keten (de hoofdketen van de Karwendel), de Gleirsch-Halltal-keten en de Inndalketen (ook Solsteinketen of Noordketen genaamd) lopen van west naar oost. Verder worden tot de Karwendel allerlei zijketens en een naar het noorden een ver uitlopend voorgebergte gerekend, waaronder de Erlspitzgroep, de Soierngroep, het Vorkarwendel, de Falkengroep, de Gamsjochgroep en de Sonnjochgroep.
Het Karwendelgebergte bestaat grotendeels uit kalksteen, in mindere mate uit dolomiet, dat voornamelijk voorkomt in de Erlitzgroep.

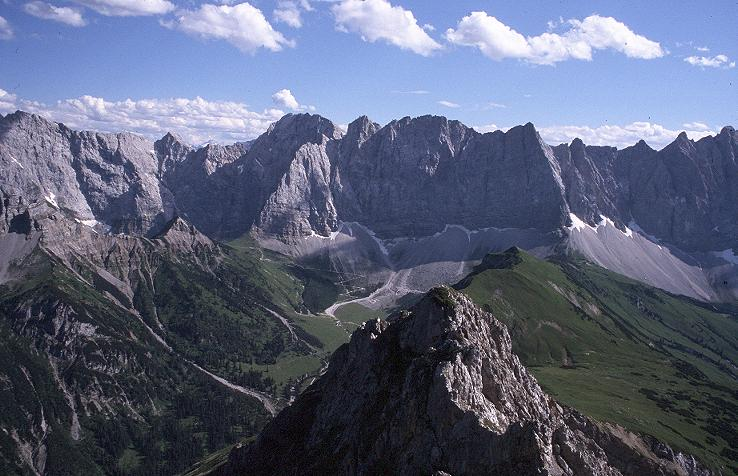
De noordzijde van de hoofdkam van de Karwendel tussen de Spritzkarspitze en de Sonnenspitze, met de Laliderer Wanden in het midden

## Geschiedenis
In 1843 besteeg bergbeklimmer Markus Vincent Leopold uit Hall in Tirol meerdere bergtoppen voor het eerst, waaronder de Speckkarspitze en de Pleisenspitze. In de zomer van 1870 beklom Hermann von Barth uit Opper-Beieren in zijn eentje 88 bergtoppen, waarvan twaalf voor de eerste maal.

## Infrastructuur
In het zuiden wordt de Karwendel door het Inndal begrensd, waardoor de belangrijkste verkeersaders van Tirol lopen (de Inntal Autobahn en de Arlbergspoorlijn). Andere wegen ontsluiten de westzijde (Mittenwald, Scharnitz), de noordzijde (Vorderriß en Fall in de Beierse gemeente Lenggries) en de oostzijde (Achensee, Pertisau, Achenkirch) van het gebergte.
Slechts een openbare weg voert vanuit het noorden (Vorderriß) via Hinterriß in de gemeente Vomp naar het hart van het gebergte. Deze weg is het gehele jaar tot aan Hinterriß begaanbaar. Over het laatste stuk naar de Große Ahornboden wordt tol geheven en dit stuk is alleen te berijden vanaf mei tot aan het begin van de winter. Hier ligt het alpenweidedorp Eng. Met het openbaar vervoer is de Karwendel minder makkelijk bereikbaar. De Mittenwaldspoorlijn (of Karwendelspoorlijn) van Garmisch-Partenkirchen naar Innsbruck loopt langs de stations Mittenwald, Scharnitz, Gießenbach, Seefeld en Hochzirl. Gedurende het hele jaar rijdt een bus vanaf de Tegernsee naar de Achensee tot bij Pertisau. In de zomer rijdt een bus vanuit Lenggries naar het dorp Eng.

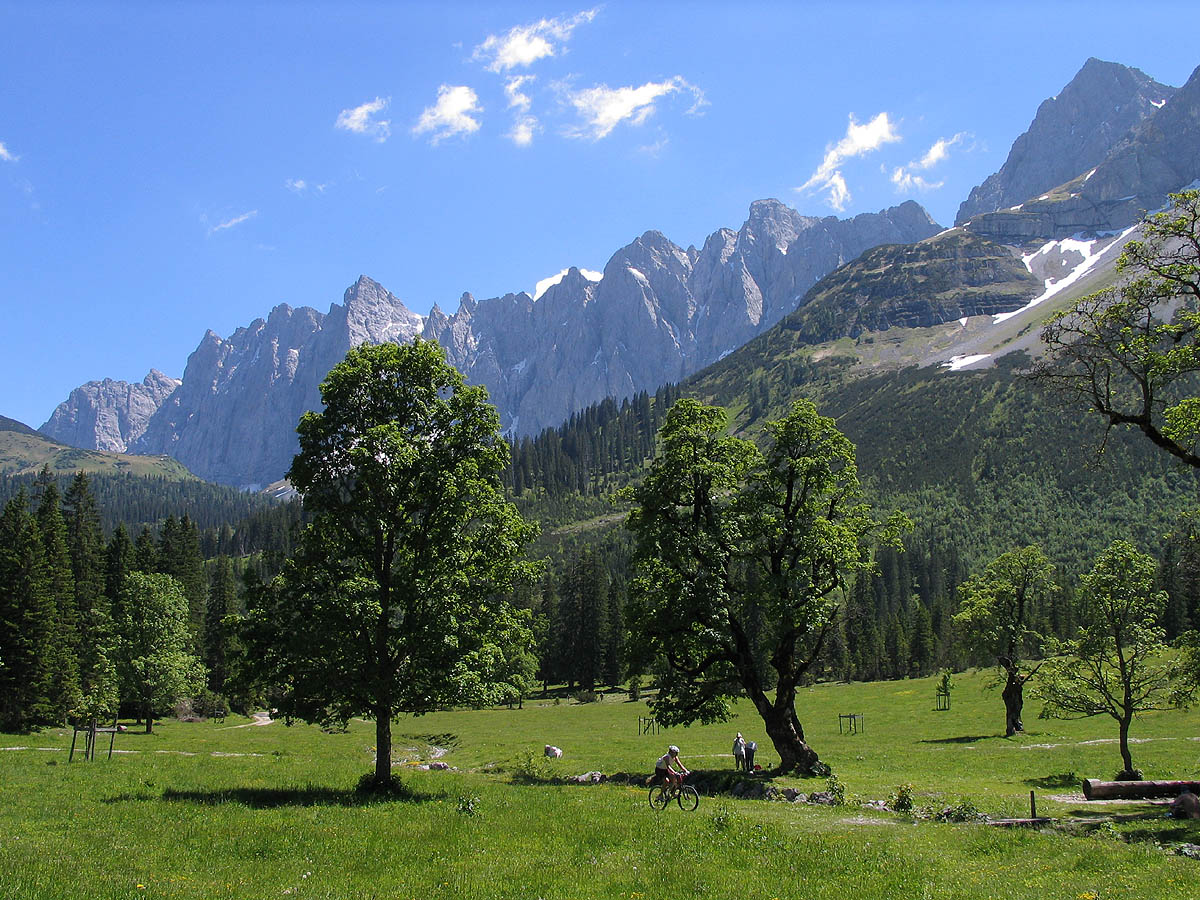
Kleiner Ahornboden voor de Hinterautal-Vomper-keten van de Grubenkarspitze tot aan de Moserkarspitze

## Bergbeklimmen en wandelen in de Karwendel
Het gebergte heeft een oorspronkelijker en wilder karakter dan de omliggende bergketens van de Noordelijke Kalkalpen. Beklimming van het gebergte, met name van de middelste twee ketens, geeft uitzicht over een kalksteenlandschap, waarbij de begroeide wereld en de bewoonde wereld ver verwijderd lijken. Slechts weinig bergtoppen in het gebied zijn door goede wegen ontsloten. Beklimming van de meeste andere bergtoppen vereist geen grote klimtechnische ervaring, indien de toppen vanuit het zuiden worden beklommen. Een goede conditie is wel vereist, omdat de gang naar de toppen zwaar is, mede omdat het gesteente in het gebied broos is.
Door de steile wanden in de Karwendel zijn er maar twee noord-zuidovergangen in de hoofdketen van de Karwendel, één bij de Lamsenjochhütte en één bij het Karwendelhaus. Beide zijn tevens geen gemakkelijke overgangen en met regelmaat hangen er staalkabels.
De paden in de dalen zijn meestal brede onverharde wegen, die makkelijk begaanbaar zijn en waarover enkel bestemmingsverkeer voor de almen of de hutten loopt. Zodra men hogergelegen paden gaat kiezen, wordt men geconfronteerd met smalle paden langs steile afgronden. Voor sommige paden is ervaring gewenst. Ook kan men zich door de hoogteverschillen makkelijk vergissen in de duur van een gekozen route. Een goede planning vooraf is van belang.
Doordat het water snel wegzakt in de kalkbodem dient men bij langere tochten op hoogte rekening te houden met het feit dat er geen bronnen zijn en men ruim voldoende water moet meenemen.

## Natuurbescherming
Zowel het Tiroler als het Beierse deel van het Karwendelgebergte is een beschermd natuurgebied. Het Tiroler deel, het Alpenpark Karwendel, beslaat een oppervlakte van 730 km² en is daarmee het grootste beschermde natuurgebied van Oostenrijk. Het direct daaraan grenzende Beierse natuurgebied Karwendel und Karwendelvorgebirge beslaat nog eens 190 km². In beide gebieden is het verboden te kamperen en om vuren te ontsteken.
De Karwendel staat onder druk van verdere toeristische ontwikkelingen en commerciële activiteiten. Organisaties zoals "jetzt werds Eng" (verwijzend naar de Eng-Alm) strijden tegen verder exploitering van de Karwendel.

## Bergtoppen
In de Karwendelgebergte zijn 125 toppen met een hoogte boven de 2000 meter te vinden. Hier volgt een opsomming van de belangrijkste daarvan.
| - Birkkarspitze 2749 m - Reither Spitze 2374 m - Mittlere Ödkarspitze 2745 m - Kaltwasserkarspitze 2733 m - Großer Bettelwurf 2725 m - Großer Lafatscher 2696 m - Große Seekarspitze 2679 m - Grubenkarspitze 2663 m - Westliche Praxmarerkarspitze 2642 m - Kleiner Solstein 2637 m - Speckkarspitze 2621 m - Hintere Brandjochspitze 2599 m - Hohe Warte 2596 m - Laliderer Spitze 2583 m | - Südliche Jägerkarspitze 2579 m - Sonntagkarspitze 2575 m - Pleisenspitze 2569 m - Vordere Brandjochspitze 2559 m - Hochnissl 2546 m - Stempeljochspitze 2543 m - Larchetkarspitze 2541 m - Großer Solstein 2540 m - Östliche Karwendelspitze 2537 m - Vogelkarspitze 2523 m - Lamsenspitze 2508 m - Hoher Gleirsch 2491 m - Wörner 2476 m | - Sonnjoch 2457 m - Gamsjoch 2452 m - Erlspitze 2404 m - Kuhkopf 2390 m - Westliche Karwendelspitze 2385 m - Steinfalk 2348 m - Hafelekarspitze 2334 m - Freiungen, Westgipfel 2332 m - Suntiger Spitze 2321 m - Schaufelspitze 2308 m - Frau Hitt 2269 m - Soiernspitze 2259 m - Rotwandlspitze 2192 m | - Brunnsteinspitze 2180 m - Montscheinspitze 2106 m - Schafreuter 2105 m - Fleischbank 2026 m - Grasbergjoch 2020 m - Torkopf 2012 m - Hölzelstaljoch 2012 m - Kompar 2011 m - Juifen 1988 m - Schönalmjoch 1986 m - Demeljoch 1924 m - Dürrnbergjoch 1835 m - Kotzen 1766 m |

## Trivia
De Karwendel komt ook voor in
Kruistocht in spijkerbroek van de schrijfster Thea Beckman.